# Tatjana Durasowa
Tatjana Durasowa, ros. Татьяна Дурасова – radziecka łyżwiarka figurowa, startująca w parach tanecznych. Dwukrotna mistrzyni świata juniorów (1978, 1979) z Siergiejem Ponomarienko.

## Osiągnięcia
Z Siergiejem Ponomarienko
| Zawody                                | 77–78          | 78–79          | 79–80          |                |                |                |                |                |                |                |                |                |                |                |                |                |                |
| Międzynarodowe                        | Międzynarodowe | Międzynarodowe | Międzynarodowe | Międzynarodowe | Międzynarodowe | Międzynarodowe | Międzynarodowe | Międzynarodowe | Międzynarodowe | Międzynarodowe | Międzynarodowe | Międzynarodowe | Międzynarodowe | Międzynarodowe | Międzynarodowe | Międzynarodowe | Międzynarodowe |
| ------------------------------------- | -------------- | -------------- | -------------- | -------------- | -------------- | -------------- | -------------- | -------------- | -------------- | -------------- | -------------- | -------------- | -------------- | -------------- | -------------- | -------------- | -------------- |
| Nebelhorn Trophy                      |                |                | 3              |                |                |                |                |                |                |                |                |                |                |                |                |                |                |
| Międzynarodowe: Kategorie młodzieżowe |                |                |                |                |                |                |                |                |                |                |                |                |                |                |                |                |                |
| Mistrzostwa świata juniorów           | 1              | 1              |                |                |                |                |                |                |                |                |                |                |                |                |                |                |                |